# 타진 (의학)
타진(percussion, 打診)은 신체 표면을 두드려 근본적인 구조를 파악하는 진단 방법으로, 가슴이나 배의 상태를 평가하기 위한 신체검사에 사용된다. 시진, 촉진, 청진과 함께 신체검사의 4가지 방법 중 하나이다. 시행 방법은 손목을 사용하여 한 손의 가운뎃손가락으로 다른 손의 가운뎃손가락을 두드리는 것이다. 두드리지 않는 쪽의 손가락(타진판 역할)은 조직 위의 몸에 단단히 고정된다. 빗장뼈 같은 뼈가 있는 부위를 타진할 때는 타진판 역할을 하는 손가락을 놓지 않을 수 있으며, 예를 들어 결핵에서 전형적으로 나타나는 꼭대기 쪽 공동성(cavitary) 폐 병변을 타진할 때는 뼈를 직접 두드린다.
타진에는 두 가지 유형이 있다. 한두 개의 손가락만 사용하는 직접 타진과, 두 손의 손가락을 사용하는 간접 타진이다. 타진 시 나는 소리에는 공명음(resonance), 과공명음(hyper-resonance), 둔탁음(dullness) 등이 있다. 둔탁음은 표면 아래에 단단한 덩어리가 있음을 나타낸다. 과공명음은 속이 비어 있고 공기를 포함하는 구조가 있다는 것을 나타낸다. 이런 비정상적인 구조물은 들리는 소리뿐만 아니라 손가락에 느껴지는 감각도 변화시킨다.
타진은 처음에는 비어 있는 술통과 증류주가 담긴 술통을 구별하는 데 사용되었으며, 이 기술을 현대 의학에 도입한 사람은 레오폴드 아우엔브루거(Leopold Auenbrugger)로 알려져 있다. 그러나 이븐 시나는 그보다도 1000년 전 이미 위가 얼마나 꽉 차 있는지 보여주고, 복수와 가스팽만을 구별하기 위해 타진을 사용했다.

## 부위별 타진

### 가슴
기흉, 폐기종, 그 외 기타 질병을 진단하는 데 이용된다. 가슴의 호흡으로 인한 운동성을 평가하는 데 사용할 수 있다.

### 배
어떤 장기가 비대해져 있는지 확인하여 장기 비대를 평가하는 데 사용된다. 진동 시 나는 소리는 조직이 건강한지 병적인지 결정하는 데 참고할 수 있다.

## 종류
청각과 촉각 진탕음에 따라 들리는 소리는 다음과 같이 분류할 수 있다.
- 복부 검사 중 공기가 채워진 구조에서 들리는 가스가 꽉 찬(tympanic) 소리.[4]
- 기흉에서의 과공명음. 부풀린 뺨을 타진할 때의 소리와 비슷하다.
- 정상적인 가슴을 두드려서 나는 정상 공명음.
- 정상적인 타진에서의 공명음보다 적은 공명음. 안에 종괴나 경화가 있을 수 있다.
- 간과 비슷하게 느껴지는 덩어리로 인한 둔탁음.

타진은 통증을 유발할 수 있으며, 이는 기저 병리를 의미할 수 있기 때문에 종종 중요하다.